# Ascarel
O Ascarel é o nome comercial um óleo resultante de uma mistura de hidrocarbonetos derivados de petróleo, contendo Alocloro 124,  uma bifenila policlorada (PCB). Trata-se de uma substância tóxica persistente, cujo uso deve ser abolido, nos termos da Convenção de Estocolmo, em razão dos danos que pode causar à vida humana e ao meio ambiente.
O Ascarel é utilizado como isolante em equipamentos elétricos, sobretudo transformadores.  A instalação de novos aparelhos que utilizem Ascarel foi proibida no Brasil em 1981, mas ainda existem muitos equipamentos abandonados contendo esse produto, notadamente em subestações e em edifícios industriais. O maior risco é o de vazamento, quando do desmonte desses equipamentos para venda como sucata. Um eventual vazamento pode causar sérios danos ambientais, incluindo não só a contaminação do solo mas também das águas, em especial, dos lençóis freáticos. Os riscos à saúde também são grandes: os PCBs são considerados carcinogênicos, afetando sobretudo fígado, baço e rins. Além disso, podem causar danos irreversíveis ao sistema nervoso central.
O Ascarel contém cerca de 40-60% (m/m) de PCB. A maior parte dos PCBs utilizados no Brasil provinha dos Estados Unidos e era fabricada pela Monsanto.

## Destinação final
A incineração e a descontaminação são as duas possibilidades de destinação final dos resíduos sólidos dos ascaréis não-permeáveis que compreendem os transformadores (cerca de 60% do peso total), capacitores elétricos (20%) e  tambores metálicos armazenadores desses compostos (20%). A descontaminação vem sendo a técnica ecologicamente aceita devido ao grande passivo ambiental promovido pelo processo de incineração, pois as cinzas, produto final da queima, necessitam ser armazenadas em aterro sanitário de Classe I. 
Já para os rejeitos líquidos e sólidos permeáveis, a tecnologia aceita comercialmente é a incineração a 1.200°C, quando ocorre absorção do cloro pela água, formando o ácido clorídrico, que pode ser comercializado em seguida. No Brasil, esse processo de descontaminação e reciclagem vem sendo realizado por empresas especializadas na área, como a Koren. Em momentos anteriores tinha-se que exportar os resíduos para destinação final.
A carência de informação sobre a distribuição do óleo ascarel no território brasileiro associada ao descaso com o destino dos estoques, aumenta o risco potencial de contaminação dos recursos naturais e da saúde humana. Os estoques desses compostos necessitam ser identificados e inventariados e, acima de tudo, seu armazenamento e destruição devem ser permanentemente fiscalizados. Concomitantemente, também devem ser feitos esforços para o desenvolvimento de processos para a recuperação de áreas já contaminadas pelo ascarel.